# I liga 1968-1969 (pallacanestro maschile)
La I liga 1968-1969 è stata la 35ª edizione del massimo campionato polacco di pallacanestro maschile. La vittoria finale è stata ad appannaggio del Legia Varsavia.

## Risultati

### Stagione regolare
|     | Squadra             | G  | V  | P  | PF   | PS   | Pt. | Qualificazione        |
| --- | ------------------- | -- | -- | -- | ---- | ---- | --- | --------------------- |
| 1.  | Legia Varsavia      | 22 | 19 | 3  | 1844 | 1640 | 41  |                       |
| 2.  | Wisła Cracovia      | 22 | 18 | 4  | 1863 | 1415 | 40  |                       |
| 3.  | Śląsk Breslavia     | 22 | 18 | 4  | 1632 | 1328 | 40  |                       |
| 4.  | Wybrzeże Danzica    | 22 | 14 | 8  | 1439 | 1391 | 36  |                       |
| 5.  | Polonia Varsavia    | 22 | 11 | 11 | 1561 | 1470 | 33  |                       |
| 6.  | AZS Varsavia        | 22 | 11 | 11 | 1472 | 1494 | 33  |                       |
| 7.  | AZS Toruń           | 22 | 10 | 12 | 1495 | 1499 | 32  |                       |
| 8.  | Lech Poznań         | 22 | 10 | 12 | 1535 | 1551 | 32  |                       |
| 9.  | Lublinianka Lublino | 22 | 7  | 15 | 1412 | 1601 | 29  |                       |
| 10. | Sparta Cracovia     | 22 | 7  | 15 | 1391 | 1615 | 29  |                       |
| 11. | Korona Cracovia     | 22 | 5  | 17 | 1317 | 1651 | 27  | retrocesse in II liga |
| 12. | ŁKS Łódź            | 22 | 2  | 20 | 1464 | 1821 | 24  | retrocesse in II liga |

| I liga 1968-1969         |
| ------------------------ |
| Legia Varsavia 7º titolo |

## Formazione vincitrice
| N° | Naz.               | Ruolo | Sportivo             |  | Alt. |  |
| -- | ------------------ | ----- | -------------------- |  | ---- |  |
|    | Polonia (bandiera) | G     | Jan Dolczewski       |  | 193  |  |
|    | Polonia (bandiera) | P     | Henryk Filipiak      |  | 188  |  |
|    | Polonia (bandiera) | A     | Edward Jurkiewicz    |  | 195  |  |
|    | Polonia (bandiera) | C     | Mirosław Kuczyński   |  | 201  |  |
|    | Polonia (bandiera) | G     | Andrzej Łysionek     |  | 189  |  |
|    | Polonia (bandiera) | A     | Stanisław Olejniczak |  | 193  |  |
|    | Polonia (bandiera) | G     | Janusz Olejnik       |  | 186  |  |
|    | Polonia (bandiera) | C     | Bogusław Piltz       |  | 196  |  |
|    | Polonia (bandiera) | G     | Andrzej Pstrokoński  |  | 185  |  |
|    | Polonia (bandiera) | G     | Włodzimierz Trams    |  | 189  |  |
|    | Polonia (bandiera) | A     | Tomasz Tybinkowski   |  | 197  |  |
|    | Polonia (bandiera) | G     | Ryszard Żurek        |  | 193  |  |
|    | Polonia (bandiera) | All.  | Stefan Majer         |  |      |  |

## Premi e riconoscimenti
- MVP stagione regolare:  Mieczysław Łopatka, Śląsk Breslavia